# José Silvestre Aramberri
José Silvestre Aramberri Lavín (Valle de Río Blanco (actual Aramberri), Nuevo León, entre 1816 o 1823 - cerca de Doctor Arroyo, Nuevo León, 27 de enero de 1864) fue un militar e ingeniero mexicano que lucho en la Revolución de Ayutla, la Guerra de Reforma, al lado de los liberales, y en los primeros años de la Segunda Intervención Francesa en México, al lado de los republicanos. Fue Gobernador de los estados de Nuevo León y Coahuila, sustituyendo al General Santiago Vidaurri, permaneciendo 2 meses en el cargo, lapso en el cual se fundó el Colegio Civil, la cuna de la actual Universidad Autónoma de Nuevo León ( UANL); posteriormente fue gobernador del Distrito Federal. Falleció mientras escoltaba al presidente Benito Juárez hacia el norte del país.

## Infancia y estudios
No se tiene certeza de su fecha de nacimiento; algunas fuentes citan que fue en 1816, aunque también pudo haber sido en 1825. Lo que sí es seguro es que nació en la Hacienda de La Soledad, Valle de Río Blanco, Nuevo León, siendo hijo de Cosme Aramberri, fundador de la villa de Doctor Arroyo, y de Dolores Lavín y Arenas. Fue alumno del Seminario de Monterrey y concluyó sus estudios en la Ciudad de México, donde se tituló de ingeniero en 1851. El 29 de septiembre del mismo año, contrajo matrimonio con Rosario Lozano, viuda de Juan ignacio Prado, en la Catedral de Monterrey. En 1852 era comandante del cantón de Galeana.

## Carrera militar

### Revolución de Ayutla
Tres años más tarde se incorporó a las fuerzas comandadas por Santiago Vidaurri para secundar la Revolución de Ayutla en su entidad, siéndole encomendada la organización de fuerzas en los pueblos del sur del estado. Asistió a la toma de Saltillo el 23 de julio, donde fue derrotado el jefe santannista Francisco Güitián.
A las órdenes de Juan Zuazua, Aramberri participó en el movimiento estratégico del 13 de septiembre de 1855, sitiando a Anastasio Parrodi en San Luis Potosí. Acompañó al gobernador potosino a las conferencias de Lagos, donde fue reconocido el triunfo de Ayutla y fue propuesta la reunión del Congreso Constituyente. Vuelto a Monterrey con el grado de coronel, fue nombrado comandante del 6o. cantón, en el sur del estado.

### Guerra de Reforma
Al ser instalado el Congreso de 1856, Aramberri fue elegido suplente del doctor José Sotero Noriega, diputado por el tercer distrito. Al ser atacado Vidaurri con motivo de la anexión de Coahuila a Nuevo León, Aramberri acudió a Monterrey para combatir a Juan José de la Garza en la Ciudadela, al lado de Ignacio Zaragoza. En 1856, cuando el estado resistió el estatuto de Comonfort, Aramberri, con las fuerzas del cantón de Galeana, observó los movimientos de Vicente Rosas Landa, con quien conferenció en Matehuala, lo que propició el tratado de la Cuesta de los Muertos.
Posteriormente, cuando en 1857 Vidaurri fue a combatir a Alfaro y Othón en San Luis Potosí, pronunciados, Aramberri concurrió con un regimiento de rifleros, defendiendo la salida de Querétaro. Durante la Guerra de Reforma salió al interior del país con Mariano Escobedo al frente del Segundo Regimiento de Nuevo León. Combatió en el Puerto de Carretas, mereciendo ser mencionado en el parte rendido por Zuazua. Después de esta acción, con 500 rifleros participó en el asalto a la Bufa y en la toma de Zacatecas por Julián Quiroga. Le fue encomendado atacar a Chacón, quien había derrotado en Charcas a Anacleto de la Rosa. Después de ocupada San Luis Potosí, marchó a recuperar Guanajuato. Depuso al gobernador e impuso a Verduzco. Ocupó también Silao y León y se situó en Lagos a interceptar al paso de Miguel Miramón.
En la Batalla de Ahualulco, el 29 de septiembre de 1858, Aramberri mandaba mil 200 hombres, auxiliado por Jesús Fernández García y Máximo Campos. Derrotadas las fuerzas de Vidaurri, continuó al lado de Zuazua en la campaña, para volver a Monterrey, llamado por Vidaurri.

## Gobernador de Nuevo León y Coahuila

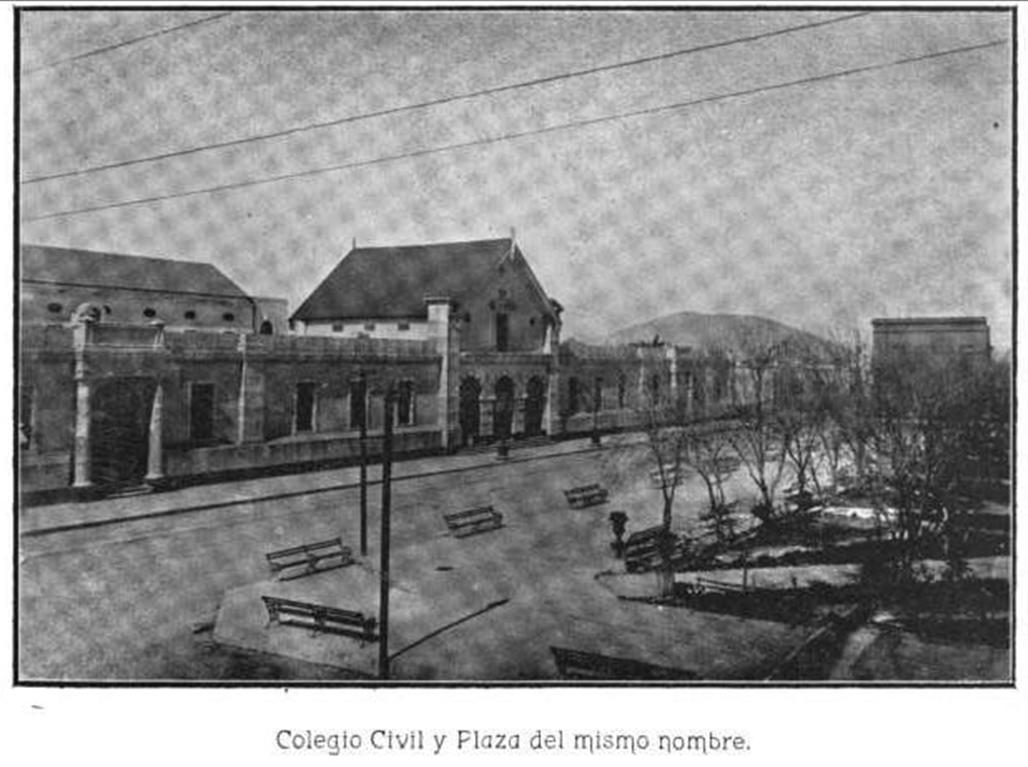
El Colegio Civil, cuna de la Universidad Autónoma de Nuevo León, fue fundado durante el gobierno de José Silvestre Aramberri, a la vez que se abrieron las cátedras, quedando el doctor José Eleuterio González como director del mismo.

A raíz de las pugnas de Santos Degollado e Ignacio Zaragoza con Vidaurri, éste fue depuesto de la gubernatura y Aramberri asumió el mando de la entidad. Durante los escasos dos meses que duró como gobernador de Nuevo León y Coahuila (de septiembre a diciembre), Aramberri logró reorganizar el ejército y utilizó la facultad que originalmente se le concedió en 1857 al entonces gobernador Vidaurri para fundar el Colegio Civil, cuyas cátedras fueron iniciadas el 5 de diciembre de ese mismo 1859. Ésta comprendía la instrucción secundaria o preparatoria y las carreras anexas de Jurisprudencia y Medicina, esta última con seis años de duración, la cual se fundó el 30 de octubre de 1859, cuya dirección estuvo a cargo del doctor José Eleuterio González. También se implantó la de Farmacia.   
Tras celebrarse una votación pública para decidir si el gobernador había de ser el propio Aramberri o el presidente del Tribunal Superior de Justicia, fue sustituido en el cargo por Domingo Martínez.

## Otros acontecimientos
Vidaurri volvió al poder y Aramberri fue confinado en el Canelo el 16 de enero de 1860. En Galeana auspició, con Escobedo, Lázaro Garza Ayala, Jerónimo Treviño y otros, el movimiento de los "congresistas", pero fueron batidos en Santa Rosa y Saltillo y obligados a salir del estado.
El coronel Antonio Pérez y Villarreal, uno de sus enemigos políticos, publicó en Bustamante el 23 de febrero la "Oja (sic) de Servicios..." de Aramberri, exponiendo los aspectos negativos por sus aspiraciones a retener el gobierno. Aramberri viajó luego a Matamoros, para persuadir a Carvajal de que entregara armamento contratado en Estados Unidos.
El 30 de julio de 1860, una columna de sus tropas, encabezada por Eugenio García, atacó a las fuerzas del general Juan Zuazua en la hacienda de San Gregorio, en Ramos Arizpe, Coahuila; en el enfrentamiento Zuazua murió a consecuencia de un disparo en la cabeza que le provocó la muerte instantánea, sin tener el tiempo suficiente de poder hacer uso de sus armas.

## Reincorporación a la guerra de Reforma, intervención francesa y muerte
Incorporados en San Luis Potosí al Ejército del Norte, fue designado segundo en jefe. Estuvo en el sitio de Guadalajara, del 6 al 30 de octubre de 1860, apoderándose de las posesiones de Santo Domingo. Combatió a Leonardo Márquez en Zapotlanejo el 1 de noviembre y el 22 de diciembre participó en la victoria de Calpulalpan.
En enero de 1861 entró con las fuerzas triunfantes a México, conluyendo la Guerra de Tres Años. Por sus méritos en campaña, Aramberri fue ascendido a general de brigada. Acompañó a Juárez en su peregrinaje al norte, durante la intervención francesa, llegando hasta Matehuala. Gravemente enfermo siguió hasta la hacienda del Canelo, en el municipio de Doctor Arroyo, donde murió de "envenenamiento", el 27 de enero de 1864.

## Homenajes
El Congreso del Estado tituló Aramberri al antiguo Valle de Río Blanco, por decreto del 26 de octubre de 1877. Sepultado en Matehuala, en 1926 sus restos fueron trasladados a Aramberri, a iniciativa de la Unión de Periodistas de Matehuala, con motivo del tercer centenario de la fundación de la misión de Santa María de los Ángeles de Río Blanco. Sus restos están sepultados en la Explanada de los Héroes, en la Macroplaza de Monterrey.